# Joseph Pearman
Joseph Bernard "Joe" Pearman (Manhattan, Nova York, 8 de maig de 1892 - 30 de maig de 1961) fou un atleta estatunidenc que va competir a començaments del segle xx.
El 1920 va prendre part en els Jocs Olímpics d'Anvers, on disputà dues proves del programa d'atletisme. En els 10 km marxa guanyà la medalla de plata, mentre en els 3 km marxa quedà eliminat en semifinals.
En el seu palmarès també destaquen dos títols a l'aire lliure de l'AAU i un campionat indoor.

## Millors marques
- 10 km marxa. 47' 30.0" (1920)[1]